# Vlag van Guyana
De vlag van Guyana staat bekend als De Gouden Pijlpunt. Ze werd op 26 mei 1966 aangenomen en is ontworpen door Whitney Smith, een vooraanstaande Amerikaanse vexilloloog. Het oorspronkelijke ontwerp had geen zwart-witte dunne rand om de gouden pijl.
De kleuren zijn symbolisch:
- Groen staat voor landbouw en bossen.
- Wit voor rivieren en water.
- Goud voor de hoop op een gouden toekomst en de rijkdom aan mineralen.
- Zwart voor doorzettingsvermogen.
- Rood voor ijver, daadkracht en de bereidheid tot opoffering voor de natie.

De variant civiele vlag is een kopie van de Britse burgerluchtvaan, met de Guyanese vlag in het kanton. De marinevlag van Guyana is een versie van de nationale vlag, met een verhouding van 1:2.

## Historische vlaggen
Als onderdeel van het Britse Rijk was de vlag van Guyana een blauw vaandel met het koloniale embleem in de vluchtzijde. Een onofficiële rood vaandel werd gebruikt op zee. De eerste vlag werd geïntroduceerd in 1875 en werd licht gewijzigd in 1906 en 1955. Net als alle Britse vaandels waren de koloniale vlaggen van Guyana allemaal in de verhouding 1:2.

Vlag van Brits-Guiana, 1875-1906
Goeverneursvlag van Brits-Guiana, 1875-1906
Vlag van Brits-Guiana, 1906-1919
Vlag van Brits-Guiana, 1919-1955
Goeverneursvlag van Brits-Guiana, 1906-1955
Vlag van Brits-Guiana, 1955-1966
Goeverneursvlag van Brits-Guiana, 1955-1966
Oorspronkelijk Guyanees vlagvoorstel door Whitney Smith in 1962.

## Presidentiele standaarden
De Presidentiële Standaard van Guyana werd van kracht bij Proclamatie uitgegeven op 23 februari 1970. Latere presidenten hebben deze Proclamatie gewijzigd om de beschrijving van de vlag te vervangen door de presidentiële standaard die ze voor de duur van hun presidentschap willen invoeren.

Presidentieel standaard van Guyana (1970-1980) onder President Arthur Chung.
Presidentieel standaard van Guyana 1980-1985 onder President Forbes Burnham
Presidentieel standaard van Guyana 1985-1992 onder President Hugh Desmond Hoyte
Presidentieel standaard van Guyana 1992-1997 onder President Cheddi B. Jagan
Presidentieel standaard van Guyana 1997-1999 onder President Janet Jagan
Presidentieel standaard van (1999-2015) onder presidenten Bharrat Jagdeo (1999-2011) en Donald Ramotar (2011-2015).
Presidentieel standaard van Guyana (2015-2020) onder President David A. Granger
Presidentieel standaard van Guyana (2020-heden) onder President Mohamed Irfaan Ali

## Gezamenlijke diensten

Guyana Defensiemacht (Guyana Defence Force)
Guyana Politie Korps (Guyana Police Force)
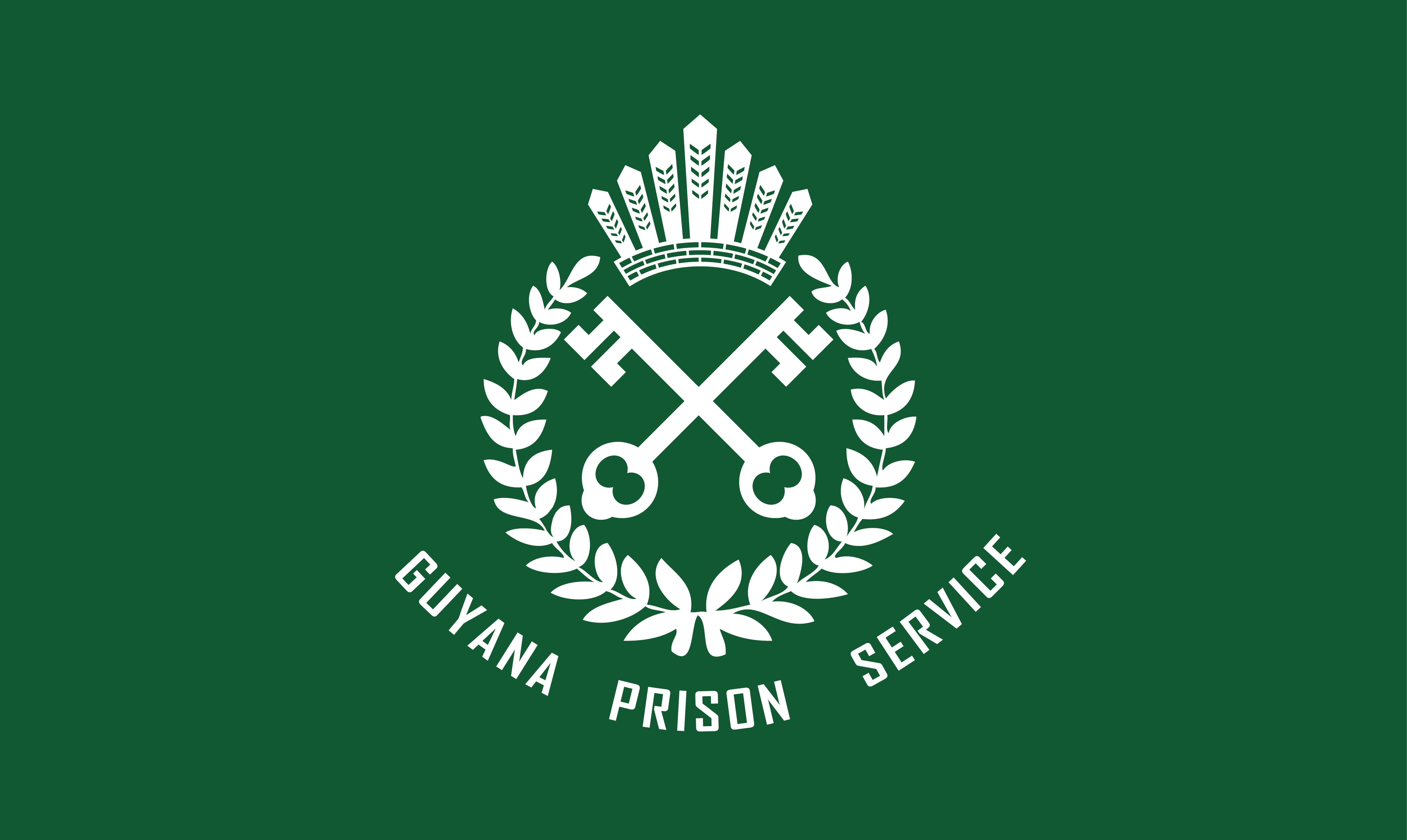
Guyana Penitentiaire Korps (Guyana Prison Service)
Guyana Brandweer Korps (Guyana Fire Service)